# GOLDEN☆BEST 南野陽子 ナンノ・シングルス3+マイ・フェイバリット
『GOLDEN☆BEST 南野陽子 ナンノ・シングルス3 + マイ・フェイバリット』（ゴールデンベスト みなみのようこ ナンノ・シングルス スリー プラス マイ・フェイバリット）は、南野陽子の2枚組ベスト・アルバム。2003年7月16日発売。発売元はソニー・ミュージックダイレクト。規格品番はMHCL-303/4。2009年8月19日には、完全生産限定盤としてBlu-spec CD仕様で発売された。規格品番はMHCL-20045/6。

## 解説
各レコード会社から発売されているゴールデン☆ベストシリーズの中の1枚で、過去に『NANNO Singles』（32DH-5021）『NANNO Singles II』（CSCL-1618）と発売されていたシングル・コレクション・シリーズ第3弾というコンセプトを持つ。"ナンノ" は南野の当時の愛称。
『NANNO Singles II』発売後間もなく歌手活動が停止状態となったため、同シリーズ初収録となるシングルA面曲は「夏のおバカさん」のみである。音源に対しては、リマスタリングが施された。
歌詞ブックレット内に、シングルとアルバムのジャケット写真付きディスコグラフィに加え、スタッフ（CBS・ソニー当時の担当音楽ディレクターであった吉田格）らによる楽曲コメントが掲載されている。

## 収録曲
- 楽曲のタイアップ等の情報は、リンク先を参照のこと。

### Disc 1
1. 恥ずかしすぎて（4分10秒）
  - 作詞: 康珍化、作曲: 都倉俊一、編曲: 大村雅朗
2. さよならのめまい（4分52秒）
  - 作詞: 来生えつこ、作曲: 来生たかお、編曲: 萩田光雄
3. 悲しみモニュメント（4分04秒）
  - 作詞: 来生えつこ、作曲: 鈴木キサブロー、編曲: 新川博
4. 春景色（5分20秒）
  - 作詞: イノ・ブランシュ、作曲: 岸正之、編曲: 萩田光雄
5. 風のマドリガル（3分58秒）
  - 作詞: 湯川れい子、作曲: 井上大輔、編曲: 萩田光雄
6. 接近（アプローチ）（4分33秒）
  - 作詞: 森田記（康珍化）、作曲: 亀井登志夫、編曲: 萩田光雄
7. 私の中のヴァージニア（5分11秒）
  - 作詞: 戸沢暢美、作曲: 木戸泰弘、編曲: 萩田光雄
8. 楽園のDoor（4分47秒）
  - 作詞: 小倉めぐみ、作曲: 来生たかお、編曲: 萩田光雄
9. 話しかけたかった（4分23秒）
  - 作詞: 戸沢暢美、作曲: 岸正之、編曲: 萩田光雄
10. リバイバル・シネマに気をつけて（4分26秒）
  - 作詞: 小倉めぐみ、作曲: 木戸泰弘、編曲: 萩田光雄
11. パンドラの恋人（4分10秒）
  - 作詞: 田口俊、作曲: 亀井登志夫、編曲: 萩田光雄
12. 秋のIndication（4分16秒）
  - 作詞: 許瑛子、作曲・編曲: 萩田光雄
13. ひとつ前の赤い糸（4分40秒）
  - 作詞: 小倉めぐみ、作曲: 岸正之、編曲: 萩田光雄
14. 夕ぐれのロマンス達（4分23秒）
  - 作詞: 堀田絢、作曲・編曲: 萩田光雄
15. はいからさんが通る（4分44秒）
  - 作詞: 小倉めぐみ、作曲: 国安わたる、編曲: 萩田光雄
16. 吐息でネット。（4分31秒）
  - 作詞: 田口俊、作曲: 柴矢俊彦、編曲: 萩田光雄
17. 微笑みカプセル -Don't worry my friend-（4分0秒）
  - 作詞: 堀田絢・田口俊、作曲: 岸正之、編曲: 萩田光雄

### Disc 2
1. あなたを愛したい（4分57秒）
  - 作詞: 田口俊、作曲・編曲: 萩田光雄
2. 秋からも、そばにいて（4分34秒）
  - 作詞: 小倉めぐみ、作曲: 伊藤玉城、編曲: 萩田光雄
3. 天使のアーチェリー（4分05秒）
  - 作詞: 戸沢暢美、作曲: 兼本一夫、編曲: 大谷和夫
4. 涙はどこへいったの（4分35秒）
  - 作詞: 康珍化、作曲: 柴矢俊彦、編曲: 萩田光雄
5. トラブル・メーカー（4分00秒）
  - 作詞: 南野陽子、作曲: 木戸泰弘、編曲: 萩田光雄
6. 瞳のなかの未来（4分05秒）
  - 作詞: 田口俊、作曲: 上田知華、編曲: 萩田光雄
7. メリー・クリスマス（4分26秒）
  - 作詞: 康珍化、作曲: 平野牧、編曲: 萩田光雄
8. 6pm,24.DEC（3分51秒）
  - 作詞: 戸沢暢美、作曲・編曲: 萩田光雄
9. フィルムの向こう側（5分30秒）
  - 作詞・作曲: 飛鳥涼、編曲: 佐藤準
10. 僕らのゆくえ（4分25秒）
  - 作詞: 平出よしかつ、作曲: 柴矢俊彦、編曲: 萩田光雄
11. ダブルゲーム（4分15秒）
  - 作詞: 荒木とよひさ、作曲: 三木たかし、編曲: 若草恵
12. へんなの!!（4分10秒）
  - 作詞: 谷穂ちろる、作曲・編曲: 柴矢俊彦
  - 表記はないが、『NANNO Singles II』と同音源のボーカルテイクが異なるバージョンが収録されている。
13. 思い出を思い出さないように（4分29秒）
  - 作詞: 谷穂ちろる、作曲・編曲: 柴矢俊彦
14. 耳をすましてごらん（3分34秒）
  - 作詞: 山田太一、作曲: 湯浅譲二、編曲: 若草恵
15. KISSしてロンリネス（4分08秒）
  - 作詞: 亜蘭知子、作曲: 織田哲郎、編曲: 明石昌夫
16. 夏のおバカさん（3分51秒）
  - 作詞: 秋元康、作曲: 南野陽子、編曲: 明石昌夫
17. 思いのままに（5分49秒）
  - 作詞: 平出よしかつ、作曲: 亀井登志夫、編曲: 萩田光雄
  - 表記はないが「耳をすましてごらん」カップリングのNew Versionが収録されている